# ドリーム・シアター (アルバム)
『ドリーム・シアター』(Dream Theater) は、アメリカ合衆国のプログレッシブ・メタルバンド、ドリーム・シアターが2013年に発表した、12作目のスタジオ・アルバム 。

## 解説
ドリーム・シアター初のセルフタイトルアルバムで、ロードランナー・レコード移籍後4作目となるスタジオ・アルバム。
エンジニアリングとミックスは、かつてジェイムズ・ラブリエとWinter Roseで活動していたリチャード・チッキが担当。また今作では、前作『ア・ドラマティック・ターン・オブ・イベンツ』ではレコーディングのみの参加であったドラムスのマイク・マンジーニが初めて楽曲制作の段階から参加し、『システマティック・ケイオス』以来のメンバー全員が楽曲制作に参加したアルバムとなったが、本作ではバンド名義でなくメンバーの連名でクレジットされている。
日本盤にはボーナス・トラックとして本編2曲目の「ジ・エネミー・インサイド」のインストゥルメンタルバージョンが収録されている。日本では通常盤に加え、アルバム本編全9曲の5.1chサラウンドオーディオ・ミックスを収録したDVDオーディオが付属する『ドリーム・シアター ~スペシャル・エディション~』の2タイプが、海外では通常盤、限定エディション盤、180グラム重量盤LP盤、限定ボックス・セットの4タイプが発売されている。
『トレイン・オブ・ソート』以来のインストゥルメンタル曲を収録したアルバム、および収録時間が70分を切るアルバムとなった。本作は意図的に（あくまでバンドの中では）短い曲で固めたという。

## 収録曲

### DISC 1
| #   | タイトル | 作詞                     | 作曲                                                                               | 時間  |
| --- | --- | ------------------------ | ---------------------------------------------------------------------------------- | ----- |
| 1.  | 「フォールス・アウェイクニング組曲 "False Awakening Suite" - I. スリープ・パラリシス "Sleep Paralysis" - II. ナイト・テラーズ "Night Terrors" - III. ルーシド・ドリーム "Lucid Dream"」 | （インストゥルメンタル） | ジョン・ペトルーシ、ジョーダン・ルーデス                                           | 2:42  |
| 2.  | 「ジ・エネミー・インサイド "The Enemy Inside"」 | ペトルーシ               | ペトルーシ、ルーデス、ジョン・マイアング、ジェイムズ・ラブリエ、マイク・マンジーニ | 6:17  |
| 3.  | 「ザ・ルッキング・グラス "The Looking Glass"」 | ペトルーシ               | ペトルーシ、ルーデス、マイアング、ラブリエ、マンジーニ                             | 4:53  |
| 4.  | 「エニグマ・マシーン "Enigma Machine"」 | （インストゥルメンタル） | ペトルーシ、ルーデス、マイアング、マンジーニ                                       | 6:01  |
| 5.  | 「ザ・ビガー・ピクチャー "The Bigger Picture"」 | ペトルーシ               | ペトルーシ、ルーデス、マイアング、ラブリエ、マンジーニ                             | 7:40  |
| 6.  | 「ビハインド・ザ・ヴェイル "Behind The Veil"」 | ペトルーシ               | ペトルーシ、ルーデス、マイアング、ラブリエ、マンジーニ                             | 6:52  |
| 7.  | 「サレンダー・トゥ・リーズン "Surrender To Reason"」 | マイアング               | ペトルーシ、ルーデス、マイアング、ラブリエ、マンジーニ                             | 6:34  |
| 8.  | 「アロング・フォー・ザ・ライド "Along For The Ride"」 | ペトルーシ               | ペトルーシ、ルーデス                                                               | 4:45  |
| 9.  | 「イルミネイション・セオリー "Illumination Theory" - I. パラドックス・ドゥ・ラ・リュミエール・ノワール "Paradoxe de la Lumière Noire" - II. リブ、ダイ、キル "Live, Die, Kill" - III. ジ・エンブレイシング・サークル "The Embracing Circle" - IV. ザ・パースート・オブ・トゥルース "The Pursuit of Truth" - V. サレンダー、トラスト＆パッション "Surrender, Trust & Passion"」 | ペトルーシ               | ペトルーシ、ルーデス、マイアング、ラブリエ、マンジーニ                             | 22:17 |
| 10. | 「ジ・エネミー・インサイド（インストゥルメンタル・ボーナス・トラック） "The Enemy Inside (Instrumental/Bonus Track)"」 |                          | ペトルーシ、ルーデス、マイアング、ラブリエ、マンジーニ                             | 6:17  |

### DISC 2
スペシャル・エディション盤のみ
DISC 1 の本編（ボーナス・トラックを除く）9曲の5.1Chオーディオ・ミックスを収録したDVDオーディオ

## 参加ミュージシャン
- ジェイムズ・ラブリエ：ボーカル
- ジョン・ペトルーシ：7弦ギター、エレクトリック・ギター、バッキングボーカル
- ジョン・マイアング：6弦ベース（エレクトリックベース）
- ジョーダン・ルーデス：キーボード
- マイク・マンジーニ：ドラムス、パーカッション